# Vester Hæsinge
Vester Hæsinge er en landsby på Fyn med 403 indbyggere  (2024). Vester Hæsinge er beliggende 12 kilometer nord for Faaborg og 28 kilometer sydvest for Odense. Landsbyen tilhører Faaborg-Midtfyn Kommune og er beliggende i Region Syddanmark.
Den hører til Vester Hæsinge Sogn, og Vester Hæsinge Kirke samt Sydskolerne ligger i landsbyen.
Vester Hæsinge har et stærkt lokalsamfund og er lokalt kendt for sin årlige julefrokost “Vester Byråd”, som blev startet af lokale ildsjæle i 1994.